# Fiat 24-32 HP
La 24-32 HP è un'autovettura di lusso costruita dalla Fiat dal 1901 al 1905. Il modello fu progettato a telaio nudo; i clienti portavano l'automobile ai carrozzieri di fiducia per completare la vettura. Fu fornita con tre differenti passi, più precisamente versione corta, media e allungata. Ne fu preparata anche una versione da competizione, la “24 HP 1902 Corsa”.

## Caratteristiche tecniche
Il motore di tipologia biblocco, cioè due testate da due cilindri ognuna. Fu costruito in tre differenti versioni, più precisamente:
- Prima serie: 6371 cm³ di cilindrata (Alesaggio x corsa di 130 x 120) erogante una potenza di 32 hp[2]
- Seconda serie (dal 1904): 6902 cm³ (130 x 130mm) (32 hp)
- Terza serie: (dal 1905): 7363 cm³ (125 x 150 mm) (32 hp)

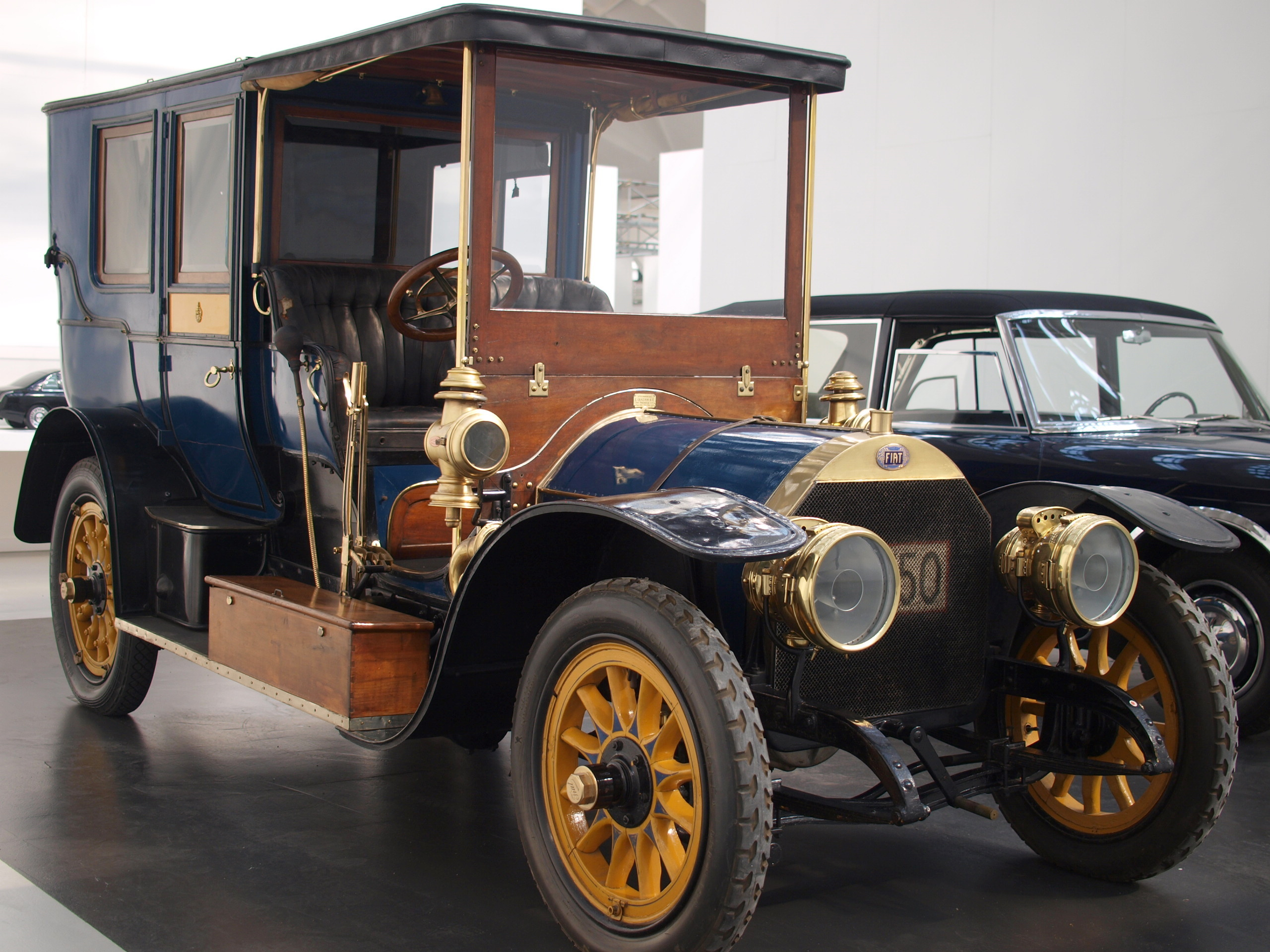
Fiat 24-32 HP Landaulet

Tutti i propulsori erano a quattro cilindri in linea.
La trasmissione era formata da un cambio manuale a quattro rapporti.
La 24-32 hp fu caratterizzata da importanti innovazioni tecnologiche: fu la prima berlina a essere carrozzata Landaulet, la prima ad avere il pedale dell'acceleratore e quattro rapporti a marce avanti più la retromarcia. La versione da strada raggiungeva i 75 km/h.
La trazione era posteriore.
Un esemplare di "24 HP", consegnato sul finire del 1901 al Ministero della Guerra, fu la prima automobile con motore endotermico in dotazione al Regio Esercito Italiano.

## La versione da competizione
Nel 1902 fu introdotta una versione da competizione, la “24 HP 1902 Corsa”. Fu la prima autovettura nella storia a essere realmente una vettura da corsa. Non derivava infatti da nessuna vettura di serie. La “Corsa” aveva il telaio interamente in acciaio, a differenza dei modelli dell'epoca, dove si impiegava generalmente il legno. Montava un biblocco da 7238 cm³ di cilindrata erogante una potenza di 40 hp. Pesava 450 kg e raggiungeva una velocità di 100 km/h, una velocità considerevole per l'epoca. Le sue prestazioni portarono il modello a dominare molte corse. La vettura vinse, tra l'altro, la Sassi-Superga, vicino a Torino, il 29 giugno 1902 e il 27 luglio dello stesso anno la Susa-Moncenisio con al volante Vincenzo Lancia. Quest'ultima competizione fu corsa alla ragguardevole velocità media di 44,16 km/h.